# Municipio de Jackson (condado de Steuben)
El municipio de Jackson (en inglés: Jackson Township) es un municipio ubicado en el condado de Steuben en el estado estadounidense de Indiana. En el año 2010 tenía una población de 1777 habitantes y una densidad poblacional de 19,61 personas por km².

## Geografía
El municipio de Jackson se encuentra ubicado en las coordenadas 41°39′27″N 85°8′43″O / 41.65750, -85.14528. Según la Oficina del Censo de los Estados Unidos, el municipio tiene una superficie total de 90.64 km², de la cual 87,91 km² corresponden a tierra firme y (3,01 %) 2,72 km² es agua.

## Demografía
Según el censo de 2010, había 1777 personas residiendo en el municipio de Jackson. La densidad de población era de 19,61 hab./km². De los 1777 habitantes, el municipio de Jackson estaba compuesto por el 98,48 % blancos, el 0,11 % eran afroamericanos, el 0,17 % eran amerindios, el 0,28 % eran asiáticos, el 0,45 % eran de otras razas y el 0,51 % eran de una mezcla de razas. Del total de la población el 2,59 % eran hispanos o latinos de cualquier raza.